# Povolni János

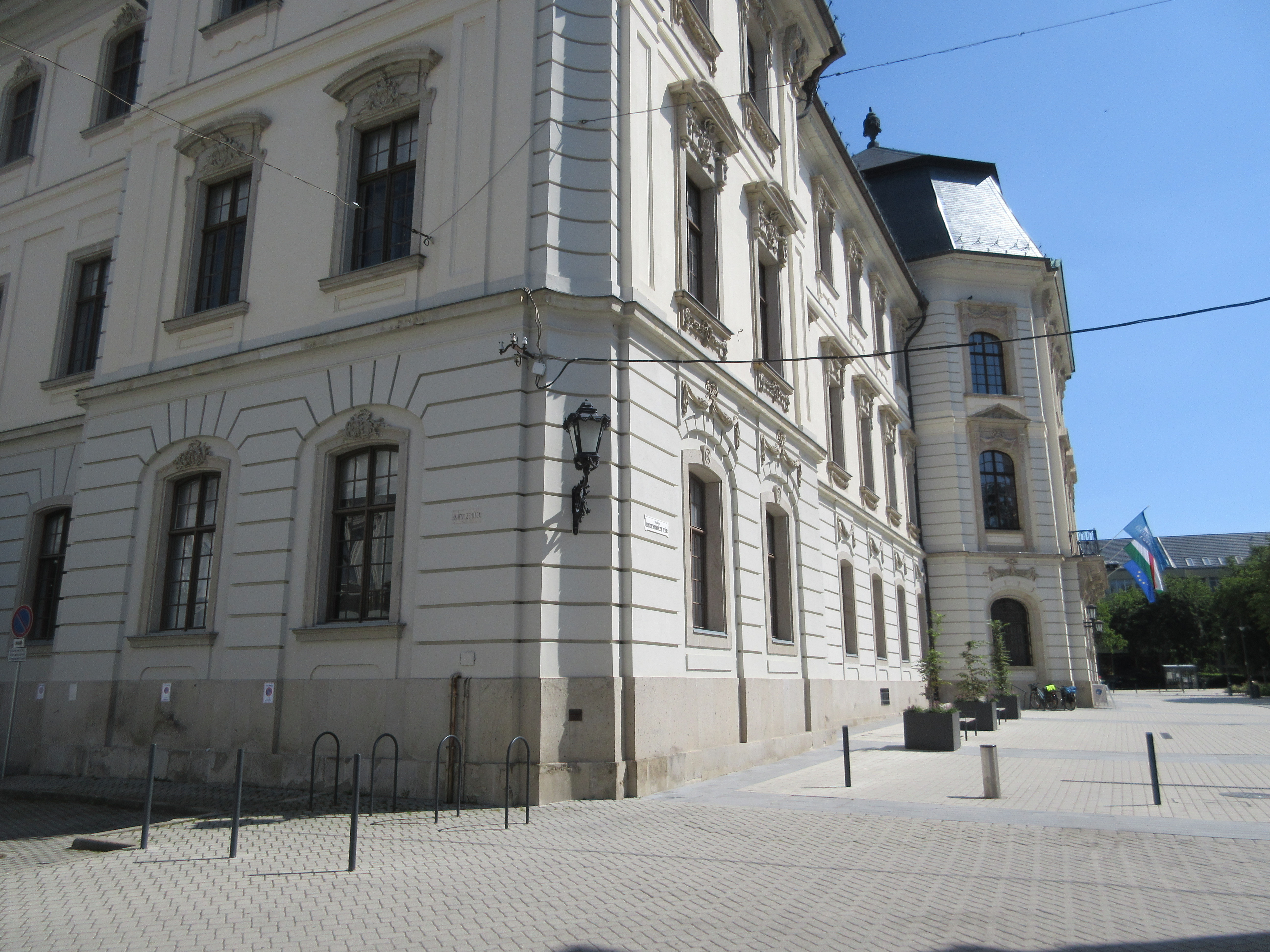
Líceum, Eger

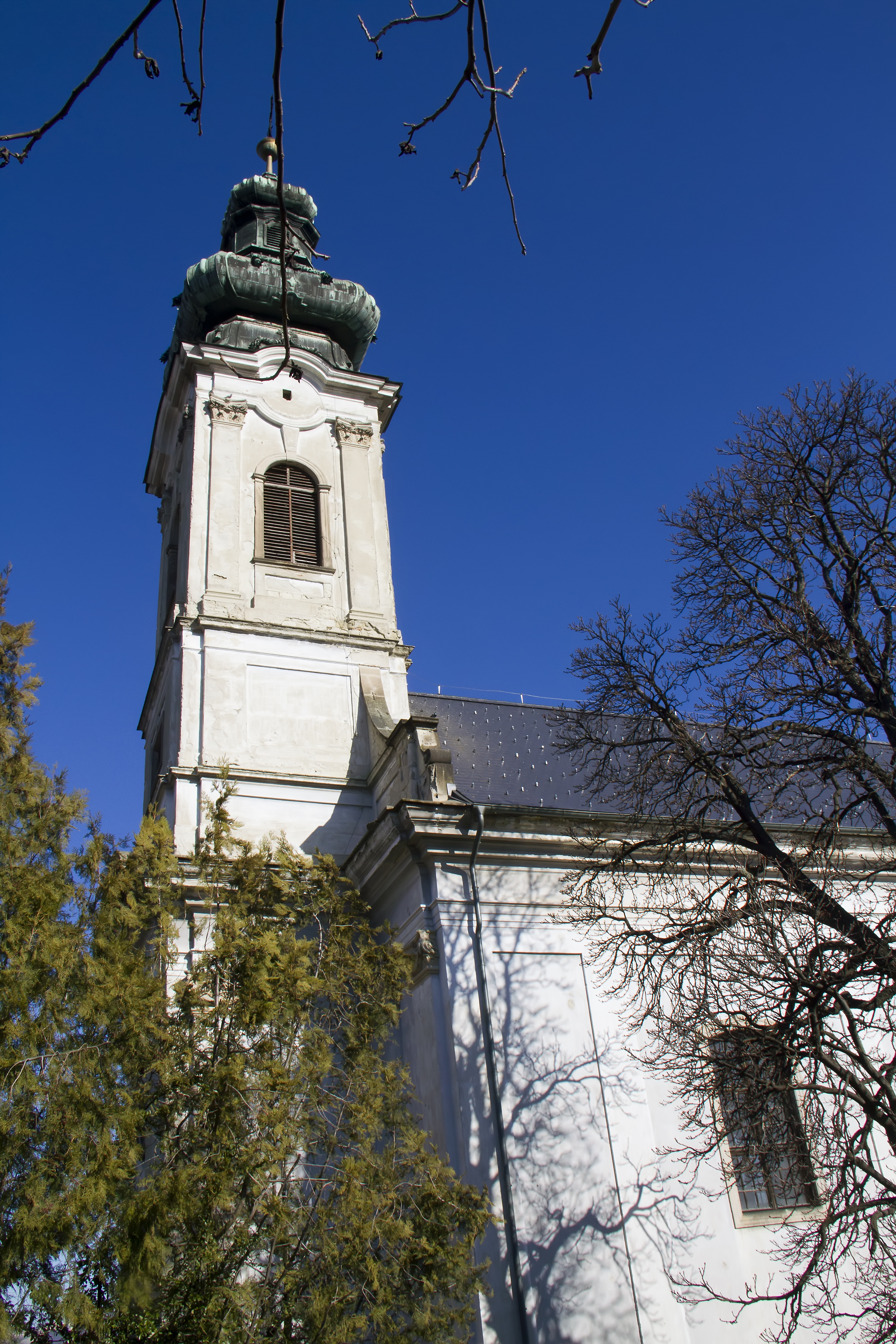
Rác templom, Eger

Povolni János (Nikolsburg, 1735. k. – Eger, 1808.) építőmester.

## Életpályája
Kőműves-, építőmester, pallér és tervező, Eger egyik legjelentősebb építésze a XVIII. század második felében.
Felesége Pájer Margit, fia az építész Povolni (Povolny) Ferenc.

## Főbb művei
- Az egri líceum építkezését vezette: 1764-1774 között. Az épület jelenleg az egri Eszterházy Károly Egyetemnek ad otthont.
- Az egri Foglár György által építtetett jogi iskola épülete, ami a Kossuth Lajos utca 8. szám alatt található
- Az egri püspöki palota építkezésén dolgozott 1768-ban.
- Az egri papi szeminárium átépítése 1772.
- Az egri Nejmajer-ház a Dobó tér és az Érsek utca sarkán[3]
- Az egri Forst-ház szintén a Dobó tér keleti oldalán
- A Sághy-Steinhauser-ház a Bajcsy-Zsilinszky Endre utcában.[3]
- 1770 és 1781 között az Egert a lezúduló víztől védő gátat, az u.n. "Posueruntot" építette. Az építmény nem maradt fenn.
- 1784-1786 között az ő tervei alapján épült fel az egri Ráctemplom.[1]
- Az erdőtelki Buttler-kastély melletti présház[4]